# 虎子山 (埔里)
23°58′25.9486″N 120°58′55.2886″E / 23.973874611°N 120.982024611°E（1997年台灣大地基準，TWD97，幾乎等同WGS84）

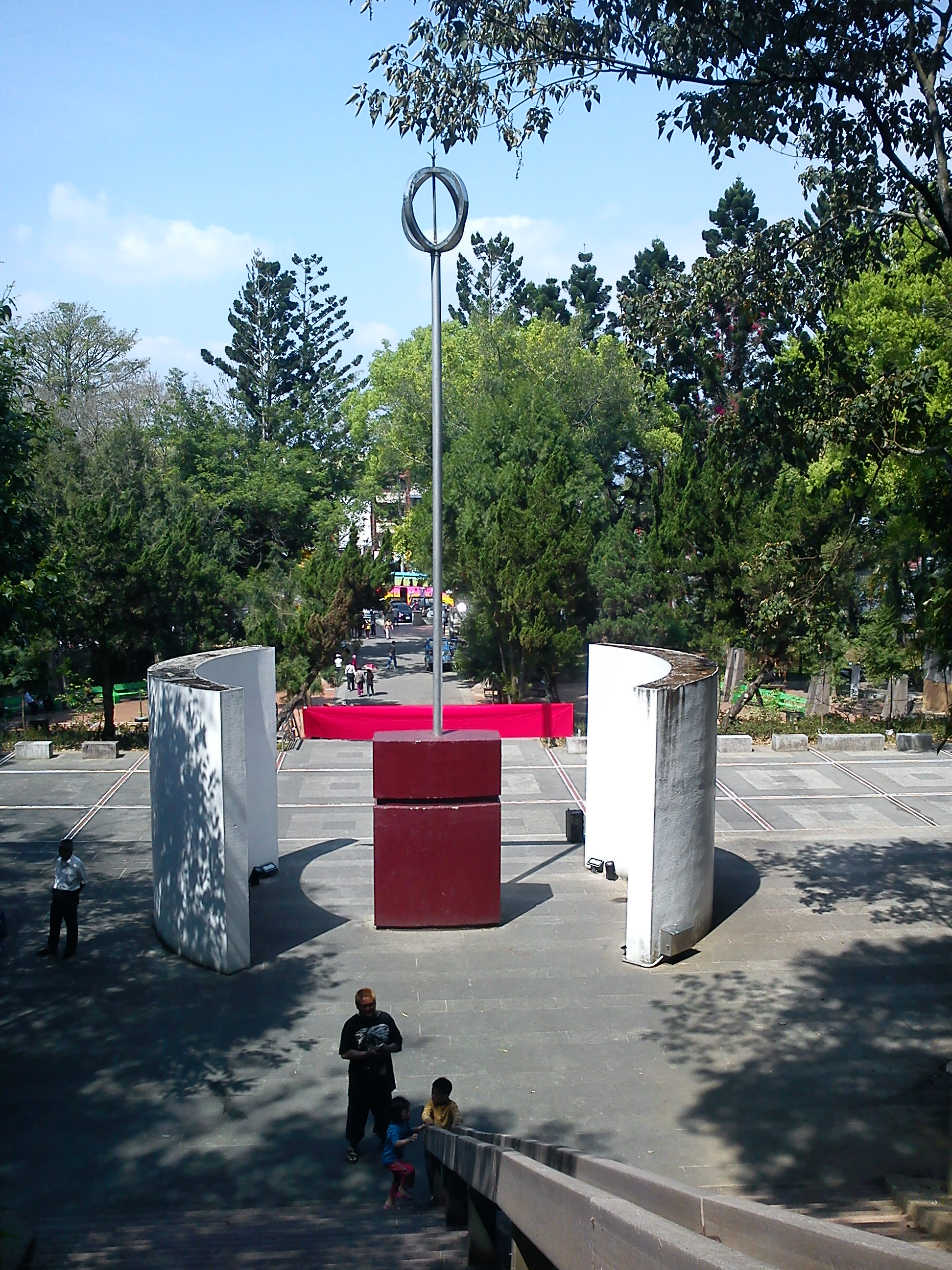
台灣地理中心碑，從後方階梯由上往下看

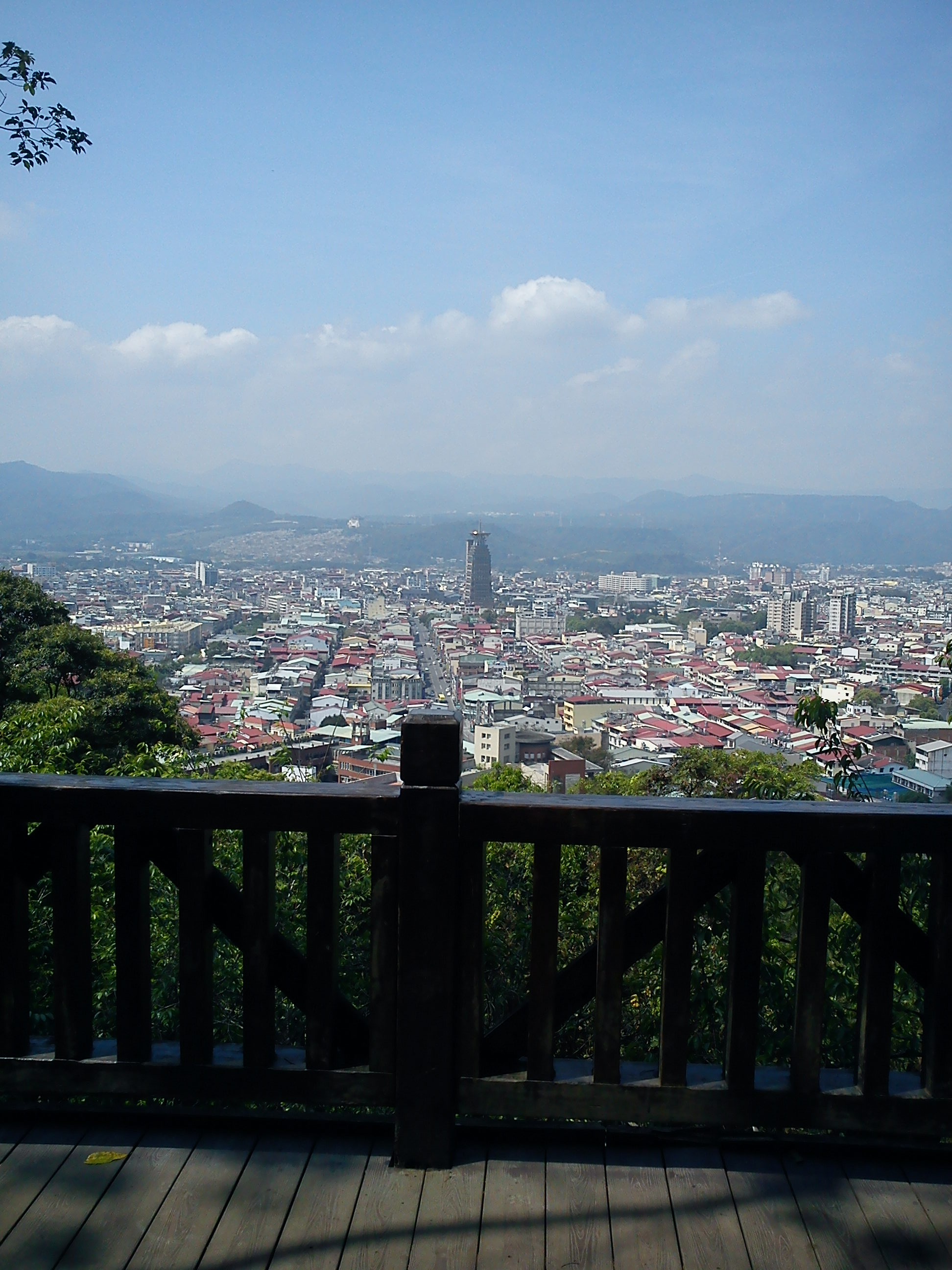
虎子山頂俯瞰埔里市街

虎子山，位於臺灣南投縣埔里鎮東北方郊區，是橫屏山(海拔1508公尺) 向西北延伸進入埔里盆地的尾端山峰，因其山形看似虎頭，又稱虎頭山，是臺灣地理中心以及台灣經緯度原點所在。
虎子山山頂海拔555.34公尺，立有一顆三角點，是臺灣大地測量的參考原點。

## 三角點等設施
在1906年，政府在山頂設立一顆一等三角點，作為中央山脈三角點群的原點，從事全島的大地測量。戰後初期，山上設施遭到破壞。直到民國四十一年(1952年)，才由南投縣政府重新於此山西側底部設立臺灣地理中心碑，提供民眾參觀。民國六十五年(1976年)2月至民國六十六年(1977年)8月，內政部委託聯勤測量隊精準測量，並由林務局設計，在此設立一顆「臺灣省虎子山三角原點」，作為臺灣省最重要的三角點。該三角點立於山頂林務局所屬房屋正前方，所屬石碑頂部以銅製中心點作為標誌，四面則用黑色大理石構成，並刻有文字說明。
後來，石碑因921地震而損毀位移，隨後在原來位址建立衛星追蹤站，納入臺灣大地基準(TWD97)之追蹤站系統，提供衛星控制點系統基準資料。
三角原點作為臺灣幾何中心點，也是尚未以現代衛星全球大地測量之前，臺灣大地測量的參考原點。1906–1997年的此點座標數值為：東經120度58分25.9750秒（東經120.9738819度），北緯23度58分32.3400秒（北緯23.97565度）。在以衛星全球大地測量的1997年台灣大地基準（Taiwan Datums 1997，簡記為TWD97，幾乎等同WGS84），座標為東經120度58分55.2886秒，北緯23度58分25.9486秒。